# Història de Bogotà

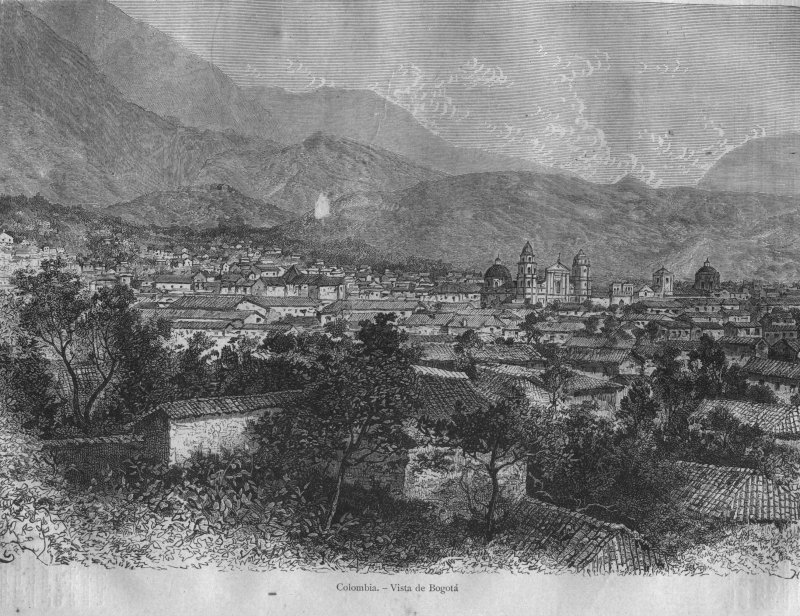
Bogotà.

La Història de Bogotá es refereix a la història que ha tingut lloc a la capital de Colòmbia, Bogotà. L'àrea de Bogotá es va poblar per primera vegada per grups d'indígenes que emigraven de Mesoamèrica. Entre aquests grups hi havia els muisques que es va assentar on ara hi ha i s'anomena Cundinamarca i Boyacá.Amb l'arribada dels colonitzadors espanyols l'assentament va ser cada vegada més poblada, fent una de nova, el fundador, Gonzalo Jiménez de Quesada i les capitals de província espanyoles posteriors. Amb la independència Bogotà va esdevenir la capital de la Gran Colòmbia i després la capital de la República de Colòmbia.

## Període colonial

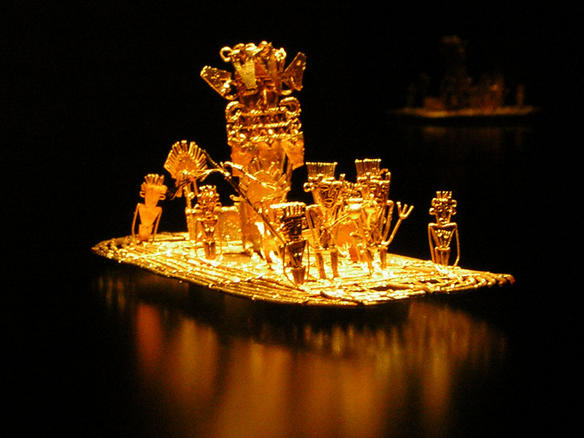
La bassa muisca és una figura artística de orfebreria precolombina descoberta en 1969 en una cova a Pasca, Colòmbia, juntament amb altres peces d'or i ceràmica.

Existeixen dues teories sobre el lloc de la "fundació de facto" de la ciutat celebrada el 6 d'agost de 1538 per l'espanyol Gonzalo Jiménez de Quesada la primera al lloc avui conegut com a Parc Santander que els indis anomenaven "mercat d'herbes" i on el fundador va establir la seva residència, i la segona al lloc avui conegut com a "Raig de Quevedo" al sector de La Candelaria, el lloc que normalment s'usava com a lloc de descans del Zipa en les èpoques de pluges, i que s'adaptava molt bé a les necessitats militars dels espanyols. Jiménez de Quesada també va realitzar la "fundació jurídica" en abril de 1539 junt amb Nicolás Federmann i Sebastián de Belalcázar.
Durant la major part del període colonial Bogotà va ser la seu del govern del Virregnat de Nova Granada, acollint-ne els virreis. Junt amb Cartagena de Indias, va ser la ciutat més important al territori de la Nova Granada. A Bogotà vivien alguns dels criolls més influents del Virregnat, pel qual en gran manera va ser allà on es va gestar el moviment independentista, que va portar als fets del 20 de juliol de 1810, coneguts com la primera independència de Colòmbia. Si bé el territori va ser reconquerit pels espanyols poc després, finalment en 1819 es va donar la independència definitiva.
En 1803 Alexander von Humboldt visita en aquesta ciutat al biòleg José Celestino Mutis. Entre las víctimes d'aquest període es troben un bon nombre dels participants de la Expedición Botánica, així com criolls cults de la Universitat de Rosario, així com alguns presidents de la Primera República, entre els quals destaquen Policarpa Salavarrieta, José María Carbonell Martínez, Mercedes Abrego, Jorge Tadeo Lozano, Camilo Torres Tenorio i Francisco José de Caldas.

## Període Republicà

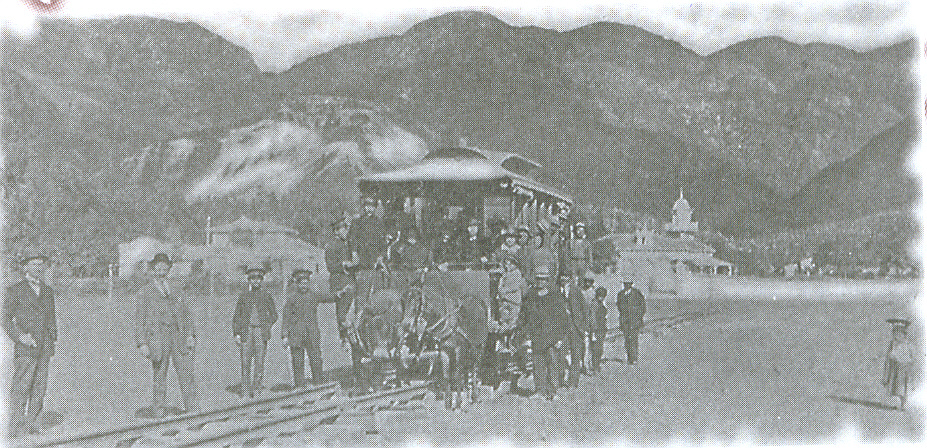
Tramvia de Bogotà, 1884

Santa Fe de Bogotà es va convertir en capital de la Gran Colòmbia, que es va dissoldre poc després en els avui estats separats de l'Equador, Colòmbia i Veneçuela. La història de Colòmbia i Bogotà la resta d'aquell segle és una seguidilla de guerres civils, de les quals la més transcendental va ser la Guerra dels Mil Dies (1899-1902) en la qual les faccions conservadora i liberal van dessagnar al país. Aquesta guerra va donar la benvinguda al Segle XX. En aquesta època la població de la ciutat rondava els 100.000 habitants.
Amb el segle es va iniciar un període de floriment urbanístic, que desenvolupo la ciutat fins al punt de ser considerada "l'Atenes sud-americana ".

## Dècada de 1910
Es caracteritza principalment per la celebració dels 100 anys del crit d'independència a Colòmbia. Producte d'aquests 100 anys s'instal·la a Bogotà diverses exposicions que tenen lloc en li de nou nomenat "parc de la independència". Per a tal final|finalitat s'instal·len algunes exposicions entre les quals es troben diversos quioscs que tenen com a final|finalitat la de la integració de la ciutat amb la resta del món. Entre ells fins i tot es conserven tals com el del quiosc de la llum, que fins fa poc temps va tornar a recuperar-se. Producte d'aquestes celebracions sol quedarien algunes estructures que van ser abandonades tot just acabo la celebració dels 100 anys del crit d'independència (Vegeu: El Gerro de Llorente). Una recent exposició del planetari distrital mostra algunes estructures emulades en 3 d, els quals poden ser vistos i descarregats des de: Museu de Bogotà Arxivat 2008-05-16 a Wayback Machine.

## Dècada de 1930
Entre 1930 i 1938 es construeix en el suroccidente de la ciutat l'Aeroport de Sostre donant pas a un creixement d'aquesta zona de la ciutat principalment de barris obrers, que després es complementaria amb l'Hipòdrom de Sostre. En 1948 a prop de l'aeroport de Techo es va construir un monument conegut com el monument de Banderes per celebrar que Bogotà era la seu de la Novena Conferència Panamericana. L'esmentat monument mostrava 120 deesses en una distribució circular que rematava amb 21 banderes representatives dels països assistents a la cimera|cim. Els esmentats festeigs es van veure abruptament interromputs per l'assassinat del líder polític liberal Jorge Eliécer Gaitán, que va ser seguida per la destrucció i el saqueig de gran part de la ciutat provocats per la multitud enardida. En aquests dies es trobaven a Bogotà Fidel Castro i Alfredo Guevara. Després d'aquest esdeveniment, conegut com el Bogotazo, el desenvolupament de la ciutat es va afectar profundament. Les famílies pudents que fins a aquell moment havien habitat majoritàriament el centre de la ciutat, es van anar desplaçant gradualment a altres sectors de la ciutat i fins i tot a poblacions properes com Chapinero, El Chicó, Usaquén i altres més, particularment al nord de la ciutat.
En contrast, la dictadura militar de Gustavo Rojas Pinilla a mitjans dels anys 50 va contribuir enormement al desenvolupament de la ciutat, en orientar la urbanització cap a l'occident, principalment gràcies a la construcció de l'Aeroport Internacional El Dorado i el, per a època, ultramodern " Centre Internacional ". El directori militar va ser deposat per una coalició de liberals i conservadors.
En 1961 el president nord-americà John Fitzgerald Kennedy visita la ciutat en el marc del seu programa " Aliança per al Progrés ", que pretenia aconseguir un major acostament de les diferents nacions d'Amèrica als Estats Units, per a d'aquesta manera allunyar-les de la influència soviètica, roja en Cuba. Fruit d'aquest pla va ser l'aparició de Ciutat Kennedy, que en l'actualitat és el barri més gran de Bogotà, amb més d'un milió d'habitants.
Després del Bogotazo el país es va veure sumit en una ona de violència rural, que fins i tot avui en dia no s'ha detingut. Conseqüència directa d'això ha estat el desplaçament massiu de la població rural, que ha migrat cap a les principals ciutats del país. A causa d'això Bogotà pas de tenir poc més de 500.000 habitants a començaments dels años 60 a més de 7.000.000 en l'actualitat. Si bé en aquest augment cal, considerar l'annexió de poblacions veïnes a causa de l'expansió de la capital, el factor immigratori és primordial.

## Dècada de 1970
Durant aquesta dècada Bogotà presencia el naixement del grup guerriller M-19, que jugaria un paper determinant en la història del país durant aquella dècada i la següent. El govern nacional inicia la construcció de la Casa de Nariño, un palau que allotja la seu de govern del president i que constitueix un element de contrast entre el luxe de l'edificació i els voltants on han crescut barris plens de misèria.

## Dècada de 1980
En 1984 és assassinat per sicaris al nord de la ciutat el ministre de justícia Rodrigo Lara Bonilla. Aquesta acció va donar inici a la confrontació de l'estat contra els principals cartells del narcotràfic al país.
Novembre de 1985 constitueix el mes més tràgic de la història de la nació. El dia 6 un esquadró del M-19 dirigeix una operació que conclou amb la presa del Palau de Justícia a Bogotà, que es converteix en una verdadera carnisseria on moren desenes de persones. En la nit del dia 13 un cràter del Nevat del Ruiz entra en erupció, provocant el desglaç d'una part d'aquest últim, el que va fer créixer el nivell de les aigües del riu Lagunilla, causant la Tragèdia d'Armer. Bogotà es veu desbordat pels milers de damnificats provinents d'aquesta població.
A finals d'aquesta dècada i començaments de la següent els líders del narcotràfic desenvolupen una sèrie d'atemptats terroristes a Bogotà i altres ciutats del país. Diversos artefactes explosius són instal·lats en sectors comercials de la ciutat, un avió i fins i tot a la seu central del DÓNES (la principal agència d'intel·ligència). La situació se salda amb diversos centenars de víctimes civils i la recrudescència de la guerra contra el narcotràfic impulsada per la DEA. Aquesta dècada es tanca amb la mort del líder narcotraficant José Gonzalo Rodriguez Gacha, (àlies "el mexicano"), que va caure abatut per les forces oficials de la nació.

## Dècada de 1990
Després d'haver firmat la desmobilització del M-19, el seu líder Carlos Pizarro León-Gomez es presenta com a candidat presidencial, però cau assassinat dins d'un avió a Bogotà.
A partir d'aquesta època, la ciutat experimenta importants canvis durant les administracions dels alcaldes Jaime Castro, Antanas Mockus i Enrique Peñalosa. S'inicia la construcció del reeixit sistema de transport TransMilenio, considerat orgull dels de Bogotà i objecte d'estudi per diferents organitzacions internacionals.

## Segle XXI
L'any 2000 Antanas Mockus és elegit per a un nou període al capdavant de la ciutat. El 2003 Luis Eduardo Garzón gana les eleccions per al període 2004-2007 i forma la primera administració de tendència propera a la socialista que ha conegut la ciutat en tota la seva història.
Per a l'any 2007 l'Organització de les Nacions Unides per a l'Educació, la Ciència i la Cultura (UNESCO) va proclamar Bogotà la Capital Mundial del Llibre de l'any 2007.